# 陈雪萍 (1963年)
陈雪萍（1963年1月21日—），浙江桐庐人，越剧女演员，擅长小生，为一级演员。1978年9月，进入浙江桐庐越剧团。1984年，师承范瑞娟。1994年，进入杭州越剧院。2009年5月，凭借主演的滑稽越剧《新狮吼记》获得第24届梅花奖。代表作有《梨花情》、《桐江雨》、《柳湘莲》、《新狮吼记》等。